# Trichogonostreptus ternetzi
Trichogonostreptus ternetzi är en mångfotingart som beskrevs av Carl 1918. Trichogonostreptus ternetzi ingår i släktet Trichogonostreptus och familjen Spirostreptidae. Inga underarter finns listade i Catalogue of Life.